# Anja Golob

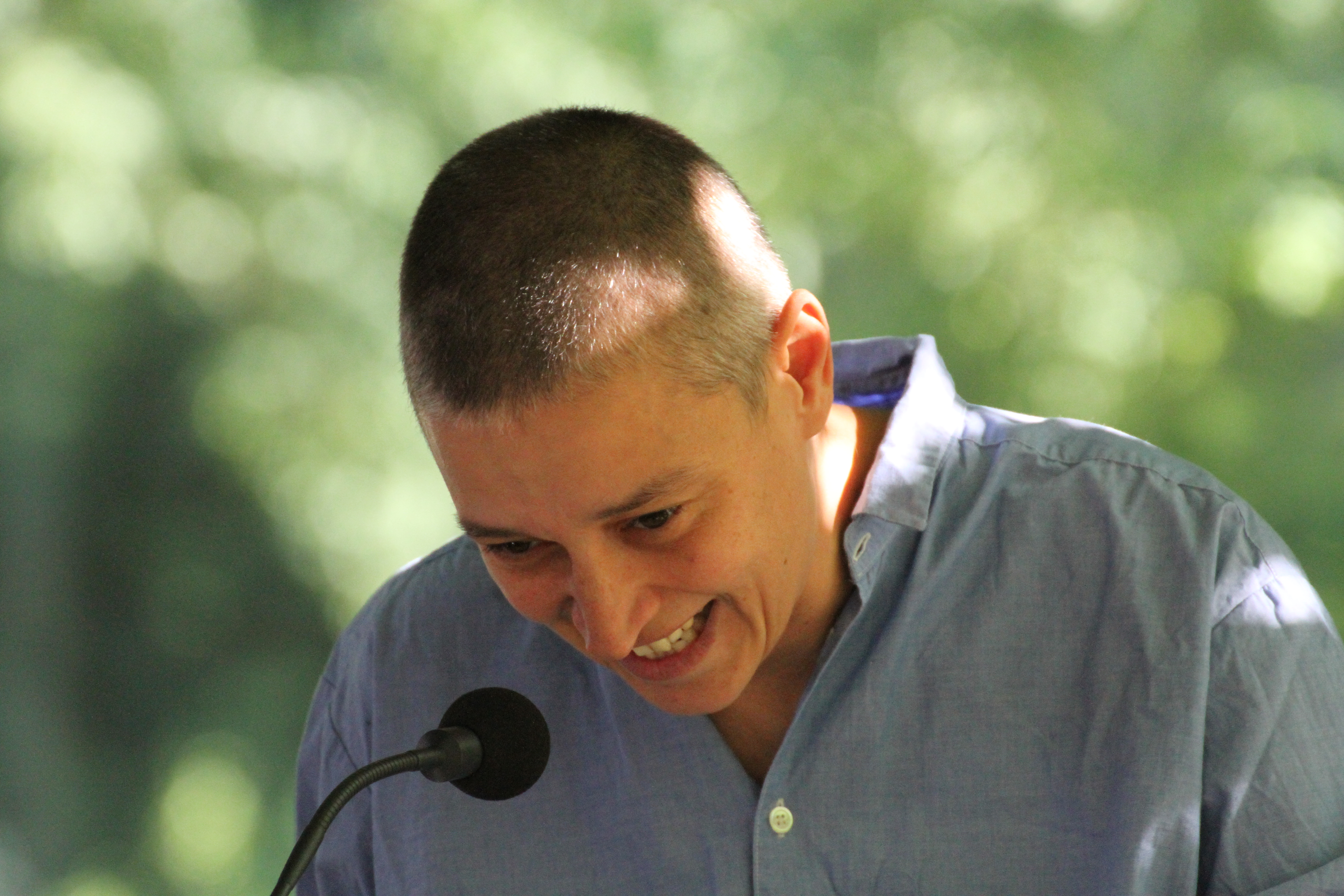
Anja Zag Golob auf dem Lyrikmarkt Berlin 2016

Anja Zag Golob (* 1976 in Slovenj Gradec, SFRJ) ist eine slowenische Lyrikerin, Publizistin, Übersetzerin, Verlegerin und Dramaturgin.

## Leben und Wirken
Zag Golob studierte Philosophie und Komparatistik an der Philosophischen Fakultät der Universität Ljubljana. Für die slowenische Tageszeitung Večer verfasste sie Kolumnen und vor allem Theaterkritiken (bis 2022 750 an der Zahl). 2010 erschien ihr erster Gedichtband V roki („In der Hand“), für ihren zweiten Band Vesa v zgibi (2013; dt. Übersetzung ab und zu neigungen, 2015) erhielt sie 2014 den Jenko-Preis. Dieser wurde ihr auch für ihren nächsten Gedichtband, Didaskalije k dihanju (dt. Übersetzung Anweisungen zum Atmen, 2018), verliehen. Für ihren vierten, im Eigenverlag erschienenen Band da ne bo več prišla da ne bo da me žge da se odganjam ... (dt. Übersetzung dass nicht, 2022), erhielt sie den Kritiško sito-Preis des Verbands slowenischer Literaturkritiker. 2014 und 2016 war sie für den Veronika-Preis nominiert, 2022 für den Preis European Poet of Freedom. 2018 veröffentlichte sie gemeinsam mit Nikolai Vogel das Langgedicht Taubentext, Vogeltext, dessen Titel eine Anspielung auf die Nachnamen der beiden Autoren ist (slow. golob = Taube).
Sie ist Mitbegründerin des 2013 gegründeten Verlags VigeVageKnjige, der auf Comics und Graphic Novels in slowenischer Übersetzung oder von slowenischen Autoren spezialisiert ist. Zudem ist sie Verlagsleiterin. Darüber hinaus übersetzt sie Kinderliteratur, Graphic Novels und Belletristik. Außerdem ist sie als Dramaturgin für zeitgenössische Kunst- und Tanzperformances tätig. Von 2020 bis 2022 war sie Kolumnistin für die wöchentliche TV-Serie Studio City im nationalen Fernsehen RTV Slovenija.
Anja Zag Golob zählt zu den wichtigsten lyrischen Stimmen Sloweniens. Sie zeichnet sich in und außerhalb ihrer Poesie durch ihre gesellschaftlich engagierte Haltung aus. Eine besondere Bedeutung in ihrer Poesie nimmt auch die äußere Form ihrer Lyrik und die Gestaltung der Gedichtbände ein.

## Werke
- V roki. Litera, Maribor, 2010.
- Vesa v zgibi. Mladinska knjiga, Ljubljana 2013.
  - dt. Übersetzung: ab und zu neigungen. Hochroth Verlag, Wien, 2015, ISBN 978-3-902871-61-9. Übersetzt von Urška P. Černe und Uljana Wolf.
- Didaskalije k dihanju. Selbstverlag, Ljubljana, 2016.
  - dt. Übersetzung: Anweisungen zum Atmen, Edition Korrespondenzen, Wien, 2018. Übersetzt von Urška P. Černe und Uljana Wolf.
- Taubentext, Vogeltext. Hochroth Verlag, München, 2018. Mit Nikolai Vogel.
- da ne bo več prišla da ne bo da me žge da se odganjam … Selbstverlag, Maribor, 2019.
  - dt. Übersetzung: dass nicht. Edition Korrespondenzen, Wien, 2022. Übersetzt von Liza Linde. ISBN 978-3-902951-73-1.[7]
- watson. Selbstverlag, Maribor, 2023
- Poskus vsakdanjosti, prosti spisi. Selbstverlag, Maribor, 2024